# Coenobita clypeatus
El cangrejo ermitaño caribeño,  Coenobita clypeatus, también conocido como cangrejo del Atlántico oeste, cangrejo arbustivo, cangrejo soldado, cangrejo pincher púrpura (debido a la uña de color morado característico), es una especie de cangrejo ermitaño de tierra; nativos del oeste Atlántico, Bahamas, Belice, sur de Florida, Venezuela, islas Vírgenes, Indias Occidentales.
Esta especie es una de los dos cangrejos ermitaños terrestres comúnmente se vende en los Estados Unidos como una mascota, el otro es el cangrejo ermitaño Ecuador. En cautiverio pueden vivir hasta más de 30 años (y más de 40 años en casos excepcionales).
Son omnívoro recolectores de residuos que viven en colonias de 100 o más en zonas del interior. Como mascotas prefieren un humedad relativa nivel entre 70% y 78%, y una temperatura de 24 °C

## Descripción física
Coenobita clypeatus es un miembro del filo Artrópodos y la clase Malacostraca. El color varía de un rojo pálido a un marrón oscuro o burdeos.
Los pedúnculos son redondos y blancos, con una raya de color negro o marrón en la parte inferior. Los ojos son de forma oval. El abdomen es corto y lagrasa. Hay cuatro patas caminadoras, cuatro patitas para sostener la concha en su lugar, una pinza pequeña, una pinza púrpura grande, y cuatro antenas. La pinza grande se utiliza para cerrar la entrada de la concha para protegerse de los depredadores.
A pesar de estos cangrejos ermitaños viven en la tierra, en lugar de los pulmones poseen branquias. La alta humedad relativa de sus ambientes nativos, además de llevar un depósito de agua, permite que sus branquias modificadas permanezcan húmedas y por lo tanto pueden funcionar adecuadamente de la extracción del oxígeno del aire.

### Anténulas
Las anténulas de C. clypeatus terminan en dos flagelos morfológicamente distintos. 
El flagelo más grande representa el flagelo lateral y el más pequeño representa el flagelo medial de las especies acuáticas.
El flagelo grande lleva una almohadilla distal equipada con sensilas olfativas en forma de clavija, los estetascos, que se asientan en su superficie ventral. Los estetascos están dispuestos en 5-7 filas.

## Fisiología

### Olfato
En C. clypeatus la detección de olores ocurre en la rama externa distal de las anténulas, llamada «flagelo», que lleva varias filas de sensilas olfativas especializadas, los estetascos. Cada sensilia tiene en esta especie forma de clavija y alberga numerosas dendritas ramificadas procedentes de aproximadamente 300 neuronas sensoriales olfativas (ORN). Los somas de las neuronas sensoriales están dispuestos en complejos en forma de husos por debajo de ña cutícula.

## Hábitat
Los adultos se encuentran tierra adentro, mientras que los jóvenes inician su vida en el agua y cerca de la orilla. Ellos son una vista común cerca de los hogares de las personas. Ellos excavan y se esconden bajo las raíces de los árboles grandes.[1]

Dieta.

Los cangrejos ermitaños del Caribe son herbívoros y carroñeros. En su ambiente natural los cangrejos ermitaños se alimentan de árboles de coco, restos de organismos muertos, como los peces y otros cangrejos. Los cangrejos ermitaños son capaces de enterrar a sus alimentos en la arena a consumir más tarde, que otros cangrejos pueden encontrar y consumir ellos mismos.
En cautiverio, los cangrejos ermitaños se alimentan de la tierra los alimentos comerciales que vienen en muchas variedades. Los cangrejos ermitaños también incluye frutas y verduras, tales como cocos, mangos, papayas, las manzanas, plátanos, zanahorias o espinacas.
Coenobita clypeatus utiliza un concha para proteger su delicado cuerpo. La cáscara es a veces la de un caracol terrestre cuando es joven, pero suele ser la de un caracol marino. Cuando muere un caracol marino, las partes blandas se descomponen o son devorados y la concha vacía a menudo deriva hacia la orilla. El cangrejo ermitaño puede encontrar y ocupar esa concha vacía. Conchas más grandes serán necesarias al crecer el cangrejo, pero que el crecimiento es bastante lento.
Se encuentra a la venta una variedad de conchas de gasterópodos para su uso por los cangrejos ermitaños que se tienen como mascotas. Los cangrejos ermitaños son muy particulares sobre su caparazón. No es raro que cambién de concha en las búsqueda de la concha perfecta. Una de las características deseadas de una concha es una abertura del tamaño de la pinza grande, además de cerca de 2 ½ a 3 mm en total  (más para las grandes cangrejos). Cuando se siente amenazado, el cangrejo se retira en el depósito y bloquea la entrada con la pinza de gran tamaño.

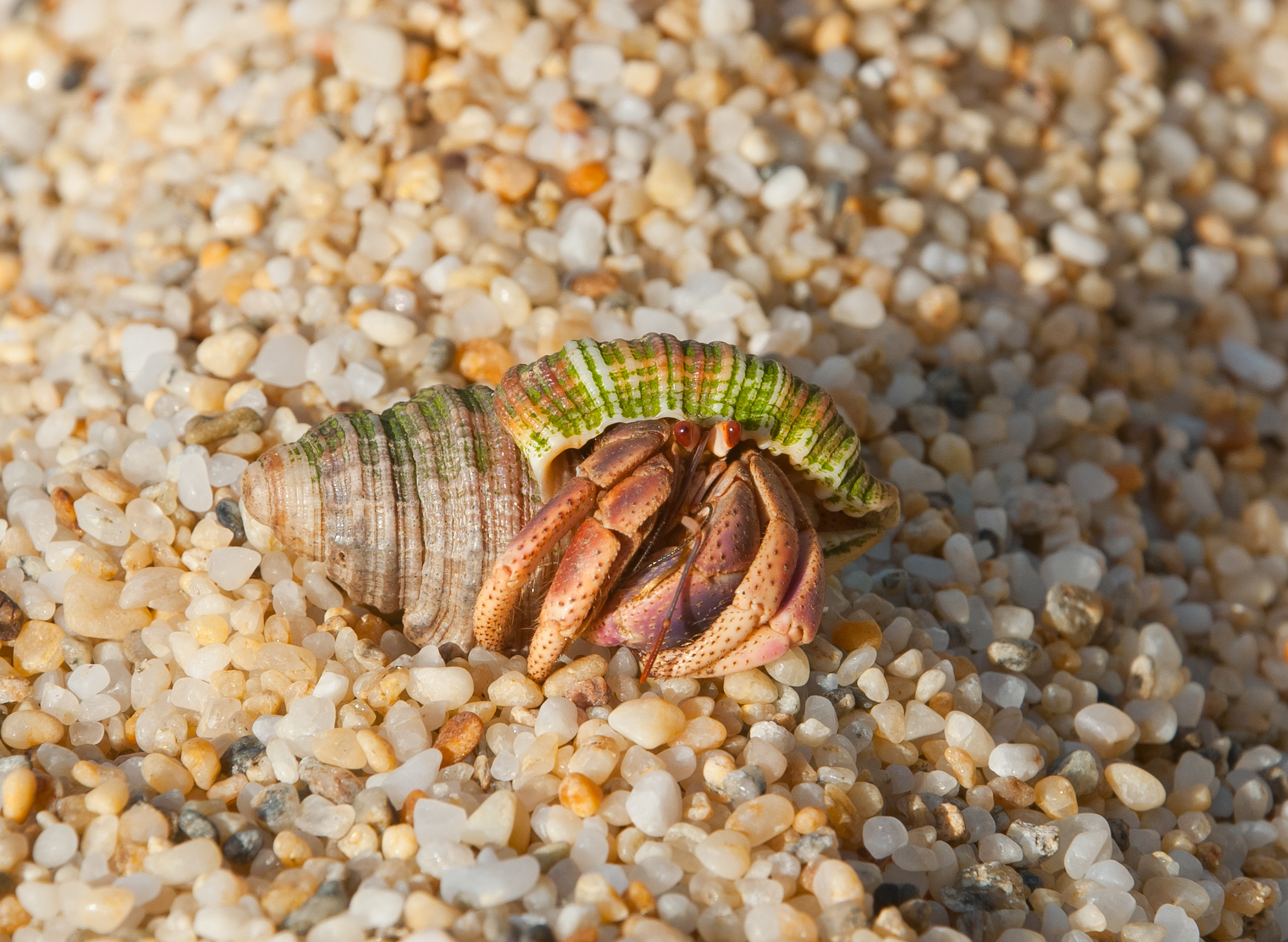
Coenobita clypeatus en la arena de una playa.

Una lucha feroz por la mejor concha puede ocurrir cuando estas no abundan. El perdedor a menudo muere, ya que muchos cangrejos ermitaños no lanzará su control sobre su cáscara hasta que se rompen. La pérdida de extremidades en estas luchas es común, pero no puede producir la muerte sobre todo porque el cangrejo ermitaño puede elegir a gota (autotomize) Un miembro para desactivar el conflicto.
Coenobita clypeatus con una capa de Cittarium pica Cuando la elección de los depósitos está disponible, C. clypeatus parece preferir intactos los depósitos en buen estado con circular o óvalo las aberturas y un buen madre-de-perla interiores. Sin embargo, en un apuro, van a utilizar lo que se encuentran las que pueden caber en, incluso descartados, el hombre hecho a elementos tales como vasos de plástico, botellas rotas o pequeña de una sola persona frascos de mermelada.
Conchas pintadas se venden comúnmente para animales de compañía, pero se dice que no se debe utilizar para una mascota Coenobita clypeatus porque es una práctica potencialmente peligrosa que puede reducir la expectativa de vida del cangrejo. La pintura eventualmente chip de la cáscara, y el cangrejo ermitaño puede comer las virutas. conchas pintadas a menudo se puede tener la pintura descascarada o se quiten de la shell antes de la introducción de la cáscara de un cangrejo ermitaño, evitando la posibilidad de que el cangrejo de comer los pedacitos de pintura.
El caracol de las Indias Occidentales superior (Cittarium pica) Cáscara se utiliza a menudo para su casa. Otros caracoles (clase Gastropoda, Phylum Mollusca) Conchas con la circular / aberturas ovales disponibles para su uso en el medio natural en las costas de la zona tropical occidental Océano Atlántico incluyen:

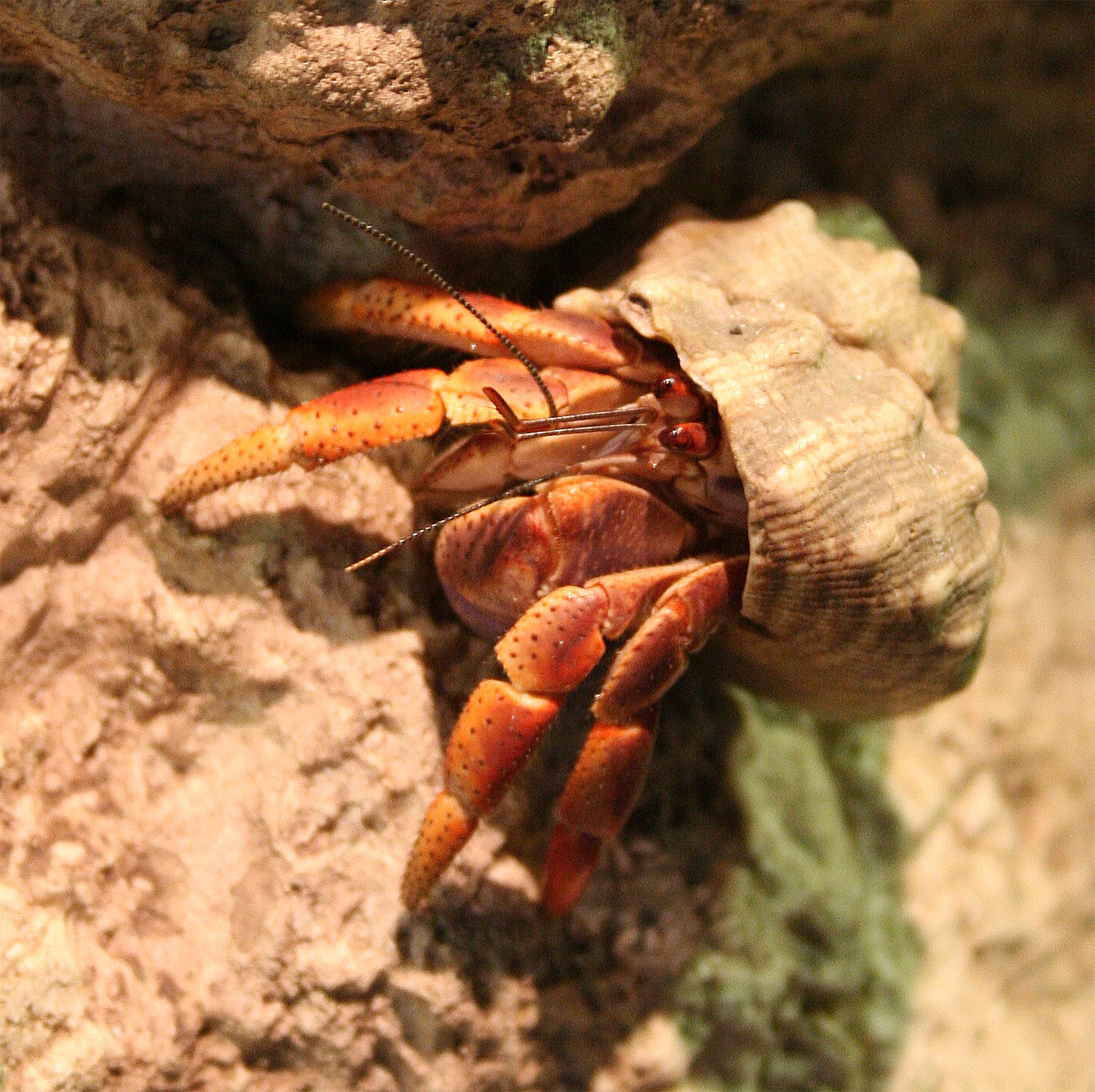
Coenobita clypeatus

Antes de una muda, el cangrejo ermitaño intentará comer lo suficiente para sobrevivir durante el período de muda. Obtendrá de sal marina de agua salada para ayudar en la excreción del exoesqueleto viejo y almacenar un suministro de agua. El cangrejo incluso puede buscar una más pequeña, cáscara más estrictas para facilitar la excavación o una concha más grande para la sala de arrojar. Normalmente, la muda se inicia cavando hacia abajo en el sustrato húmedo (con su cáscara) y la creación de una pequeña cueva. Hay total oscuridad desencadena la secreción de la hormona de la muda ecdisona.
Durante un período de hasta tres meses (los cangrejos más grandes requieren más tiempo),
los enterrados, el cangrejo muda de exoesqueleto, arrojando el viejo en un proceso llamado ecdisis,
donde los apéndices perdidos pueden volver a crecer (total o parcialmente),
el nuevo exoesqueleto se endurece,
el exoesqueleto viejo se come, con el fin de reutilizar el calcio y otros nutrientes perdidos por la muda,
el cangrejo recupera su fuerza y vuelve a la superficie.
A veces, el cangrejo ermitaño de la tierra se muda en la superficie donde otros cangrejos pueden comer el exoesqueleto antiguo o el cangrejo muda expuestos. Las circunstancias que pueden causar una muda de superficie incluyen la enfermedad, o la falta de un sustrato en el que el cangrejo puede enterrarse.

## Reproducción
El macho cangrejo ermitaño terrestre libera huevos fertilizados en el océano. El desove (llamado "lavado" en el Caribe Inglés) se produce en ciertas noches, por lo general alrededor de agosto. Los cangrejos se congregan en masa cerca de determinados lugares (llamado "lavado de soldado") en la orilla. Cuando llega la noche todos se van al agua juntos, salir de sus conchas en la playa, entrar en el agua desnudos y desovar. Ya que están desnudos son vulnerables a una variedad de depredadores, tanto terrestres como marinos, en este momento. (Algunos peces depredadores se congregan cerca de lava soldado en agosto.) Una vez que se hacen "lavar" el adulto sobreviviente cangrejos retorno a la tierra, y encuentra una concha de los muchos dejó recientemente por sus compañeros y la cabeza. Siempre hay un buen número, bien utilizados, los depósitos no reclamados a la izquierda de la mañana - las pruebas de las que no lo hacen. En cuanto a los huevos, que eclosionan y pasan un tiempo en el mar como el plancton nadan libremente. Las crías viven en el océano hasta su branquias suficientemente maduros como para poder extraer oxígeno del aire.
Una vez en tierra, el cangrejo ermitaño comienza a beber agua dulce, pero todavía requiere de agua salada (de sal marina) Para funciones como la muda. Después de la muda del desarrollo pasado, las branquias modificadas pierden la capacidad de agua de proceso y puede el cangrejo ahogar si está atrapado bajo el agua.
Cautivas C. clypeatus no se reproducen en un ambiente de interior, pero lo han hecho en un recinto al aire libre. Ninguno de los jóvenes vivían últimos 10 días.

## Espermiogénesis
Los testículos de la especie Coenobita clypeatus contiene germinales las células y las células no germinativas. La última función en la forma de la vertebrados Las células de Sertoli en proporcionar alimento al parecer, el apoyo y, posiblemente, hormonas durante el espermiogénesis. Cada célula de Sertoli rodea varias células germinales. La mitocondrias, Áspero y liso retículo endoplásmico y Aparato de Golgi muestran cambios en la estructura cuando entra en contacto con las células germinales en distintas etapas de espermiogénesis. Estos cambios son indicativos de activos síntesis y el metabolismo de productos celulares.